# Мозечень
Мозечень, Мозечені (рум. Mozăceni) — село у повіті Арджеш в Румунії. Входить до складу комуни Мозечень.
Село розташоване на відстані 75 км на захід від Бухареста, 40 км на південний схід від Пітешть, 110 км на схід від Крайови, 126 км на південь від Брашова.

## Населення
За даними перепису населення 2002 року у селі проживала 1641 особа, усі — румуни. Усі жителі села рідною мовою назвали румунську.